# Physocyclus modestus
Physocyclus modestus är en spindelart som beskrevs av Willis J. Gertsch 1971. Physocyclus modestus ingår i släktet Physocyclus och familjen dallerspindlar. Inga underarter finns listade i Catalogue of Life.